# بلوواتر ویلج (نیومکزیکو)
بلوواتر ویلج، نیو مکزیکو (به انگلیسی: Bluewater Village) یک منطقهٔ مسکونی در ایالات متحده آمریکا است که در شهرستان سیبولا، نیومکزیکو واقع شده‌است. بلوواتر ویلج ۶۲۸ نفر جمعیت دارد و ۲٬۰۵۷٫۱۲ متر بالاتر از سطح دریا واقع شده‌است.